# Molars
Molars és un antic poble, avui dia convertit en urbanització, del terme comunal del Voló, a la comarca del Rosselló, de la Catalunya Nord.
Està situat en el sector sud-est del terme comunal al qual pertany, a uns 3 quilòmetres al sud-est de la vila del Voló.
S'hi troba l'antiga església parroquial de Santa Margarida de Molars, i a partir de Molars es va edificar la urbanització de les Chartreuses du Boulou.